# طبقات‌الصوفیه (سلمی)
طبقات الصوفیه، نام کتابی است از ابو عبدالرحمن محمد بن حسین سُلَمی نیشابوری؛ وی از صوفیان، عارفان و نویسندگان ایرانی عرب زبان در سدهٔ چهارم و پنجم هجری قمری بوده‌است. این اثر در معرفی صوفیان سنی مذهب نگارش یافته‌است.